# Tär

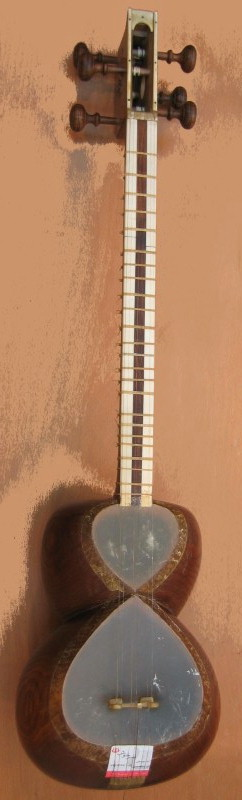
Een Iraanse tār

De tār (Perzisch: تار) is een langhalsluit, een tokkelinstrument met vijf tot acht snaren. Het instrument is verbreid van Perzië (Iran), Azerbeidzjan, Turkije, Armenië tot in Georgië.
Het instrument heeft een uit één stuk gesneden houten klankkast met daarop een vel perkament waarop - net als bij een banjo - de kam rust.  De drie snarenkoren worden meestal C-G-C, C-F-C of D-G-C gestemd. De twee hoogste (melodie) koren liggen een kwint of een kwart uiteen.
De tār wordt vooral in lokale traditionele muziek gebruikt.